# ResQ People
La M/V ResQ People, denominata in precedenza Joh. L. Krüger, poi Professor Albrecht Penck e Alan Kurdi, è una motonave da ricerca battente bandiera tedesca.
La nave è utilizzata dal 2018 nelle operazioni di ricerca e soccorso (SAR) nel mar Mediterraneo prima da parte dell'organizzazione non governativa tedesca Sea-Eye e poi, dal 2021, da parte dell'organizzazione non governativa italiana ResQ-People Saving People.

## Storia

### Carriera scientifica
La nave è stata realizzata negli anni '50 dai cantieri Sachsenberg-Werke di Roßlau nell'ambito di un programma per il rimborso delle indennità di guerra tedesche a favore dell'Unione Sovietica. La nave, il cui varo è avvenuto il 4 giugno 1951, è tuttavia rimasta nella Repubblica Democratica Tedesca, divenendo il primo vascello di ricerca a carattere scientifico per il neonato Servizio idrografico marittimo. Il suo primo nome fu Joh. L. Krüger, in onore del geodeta e matematico tedesco Johann Heinrich Louis Krüger. Ha effettuato il suo viaggio inaugurale di misurazione oceanografica il 27 dicembre 1951.
Nel 1958 la nave fu acquistata dall'Accademia delle Scienze, venendo ribattezzata in Professor Albrecht Penck (in onore del geografo e geologo tedesco Albrecht Penck) nel 1960, e fu utilizzata per viaggi di ricerca nel mare del Nord, nel mar Baltico e nell'oceano Atlantico. In seguito alla riunificazione tedesca la nave passò nel 1992 al land del Meclemburgo-Pomerania Anteriore, venendo concessa in uso all'Istituto Leibniz per la ricerca nel mar Baltico.
La nave fu dismessa il 21 agosto 2010, venendo inizialmente destinata al Nautineum del Museo oceanografico tedesco di Stralsund. Successivamente il land decise di mettere in vendita la nave, che fu acquistata da Robert Krebs KG. 

### Con Sea-Eye
Nel 2018 l'organizzazione non governativa tedesca Sea-Eye, in seguito alla rimozione della bandiera olandese dalle proprie navi di salvataggio, acquistò la nave, impiegandola per la prima volta nelle operazioni di ricerca e soccorso nel mar Mediterraneo centrale. La prima missione della nave sotto le insegne di Sea-Eye è partita il 21 dicembre 2018 dal porto spagnolo di Algeciras e si è concentrata al largo della Libia.
Il 10 febbraio 2019 la nave fu ribattezzata Alan Kurdi, in memoria del bambino siriano morto nel naufragio di un gommone tra Bodrum e Coo il 2 settembre 2015, la cui immagine è divenuta un simbolo delle migrazioni, alla presenza del padre presso il porto di Palma di Maiorca, dove l'imbarcazione ha ricevuto la benedizione del vescovo Sebastià Taltavull Anglada.
Il 3 aprile 2019 la Alan Kurdi ha prestato soccorso a 64 migranti naufraghi al largo della Libia (in zona ricerca e soccorso libica); dopo aver richiesto un porto sicuro a Libia, Tunisia e Italia, senza aver ricevuto risposta, la nave si è diretta verso Lampedusa ma su disposizione del Ministro dell'interno italiano Matteo Salvini le è stato vietato lo sbarco in qualsiasi porto italiano poiché "avrebbe rappresentato una minaccia per l'ordine pubblico". Nella notte tra 10 e 11 aprile una donna nigeriana è stata evacuata con una motovedetta maltese dopo aver avuto un attacco epilettico e tutti gli occupanti della nave sono poi sbarcati a Malta il 13 aprile. L'operato del ministro Salvini e del suo capo di gabinetto, Matteo Piantedosi, è stato oggetto di un'indagine, poi archiviata dal Tribunale dei ministri su richiesta della Procura della Repubblica di Roma, per abuso d'ufficio e rifiuto di atti d'ufficio. Successivamente nell'ottobre 2019 la nave è stata oggetto di un attacco da parte della Guardia costiera libica.
Nel luglio 2021 l'ONG tedesca ha deciso di vendere la nave, che è stata acquistata per 400 000 euro dall'ONG italiana ResQ-People Saving People, citando come ragione le difficoltà finanziarie causate dai continui fermi amministrativi da parte delle autorità italiane.
Con Sea-Eye la nave ha svolto in totale 12 missioni, salvando 927 persone.

### Con ResQ-People Saving People
Dopo l'acquisto l'ONG italiana ResQ-People Saving People l'ha ribattezzata ResQ People, partendo per la sua prima missione il 7 agosto 2021 dal porto spagnolo di Burriana con un equipaggio di 20 persone. A partire dal 13 agosto la nave ha compiuto diversi salvataggi arrivando ad avere 166 profughi, fatti sbarcare ad Augusta il 18 agosto.